# Oreometra vittata
Oreometra vittata är en fjärilsart som beskrevs av Aurivillius 1910. Oreometra vittata ingår i släktet Oreometra och familjen mätare. Inga underarter finns listade i Catalogue of Life.